# جاسم المرزوق
جاسم خالد الداود المرزوق (1933 - 2020) - وزير التجارة والصناعة والعدل والتربية الكويتي السابق مُنذ 1971 حتى 1985.

## سيرته
ولد بالكويت في مدينة الكويت عام 1933، تلقى تعليمه في نفس مدرسة الشيخ أحمد الخميس، ثم التحق بالمدرسة الأحمدية، فالمدرسة المباركية، وبعد التخرج شغل عدة مناصب وزارية وادارية، حيث بدا حياته العملية مساعد أمين سر المجلس البلدي عام 1961، ثم مدير الشؤون الإدارية في بلدية الكويت 1963، ثم مدير بلدية الكويت 1964، واختير وزيرا للعدل 1971، فأمين عام منظمة المدن العربية (1967 – 1971)، ثم رئيساً أعلى لجامعة الكويت (1971 – 1978)، ووزيرا للتربية عامي 1971 – 1981،، وانتهاء بوزير التجارة والصناعة 1981 – 1985.

## اسهاماته
- المساهمة في تطبيق نظام الموازين والمكاييل العشرية.
- المساهمة في إقرار نظام تقسيم وتجزئة الأراضي.
- المساهمة في إقرار قانون أملاك الدولة.

## اسهاماته التربوية
- إعادة تطوير المقررات ثم الارتقاء بالمعاهد التخصصية ( معلمين - تجاري - خدمة اجتماعية).
- إنشاء كليتي الهندسة والطب.